# Muxaxçay
Muxaxçay är ett vattendrag i Azerbajdzjan. Det ligger i den nordvästra delen av landet, 300 km väster om huvudstaden Baku.
Omgivningarna runt Muxaxçay är en mosaik av jordbruksmark och naturlig växtlighet. Runt Muxaxçay är det ganska tätbefolkat, med 80 invånare per kvadratkilometer.